# セルビア・ディナール
セルビア・ディナール（セルビア語：динар, динара、通貨コード:RSD）は、セルビアの通貨。補助単位はパラ（セルビア語：пара、1/100ディナール）だが、現在は使われていない。
ディナールは1214年にセルビアの通貨として初めて使用され、1868年にミハイロ・オブレノヴィッチ3世によって初めてセルビアの法定通貨として指定された。
現在のディナールはモンテネグロによる独立宣言の後、セルビア・モンテネグロが崩壊した2006年にユーゴスラビア・ディナールから兌換されたものである。モンテネグロとコソボ国内にあるセルビアとの係争地ではすでにドイツマルク（後にユーロに兌換）を採用していた。なお、コソボ北部のセルビア人とその居住区ではディナールを使い続けている。

## 歴史

### 中世のセルビアディナール
「セルビア・ディナール」が最初に言及されるのは1214年頃のステファン・ネマニッチの時代に遡る。それからスティエパン・トマシェヴィチの代までの間、様々なディナール銀貨がセルビアの支配者によって鋳造・輸出された。当時のセルビアは銀の鉱山を多く有するなど鉱物資源に恵まれており、特に銀は重要な輸出品であった。この事実は、ダンテ・アリギエーリの『神曲』にセルビア王のウロシュ2世と思しき人物が贋金犯として登場するほど、同じくグロッソ銀貨を発行していたヴェネツィアの人々からは快く思われていなかった。

### 近代のセルビア・ディナール
その後、セルビアの領土は1459年のスメデレヴォ陥落によってオスマン帝国に征服された。征服後、19世紀中頃まで多くの外貨がセルビア領内で混在して流通しており、この状況は1817年のセルビア公国の成立後も続いていた。現在の補助単位の名であるパラ（ペルシア語：پاره pāra）もこの頃に通貨の一種として流通していた。セルビア王子のミロシュ・オブレノヴィッチはグロート（グロシュ）に基づいた為替レートを確立させ、1819年に金貨10枚、銀貨28枚、銅貨5枚の43種類の外貨の流通価値を定めたことで、一定の秩序が成立した。
1867年にはセルビア領内に駐屯していた最後のオスマン軍部隊を撤退させることに成功し、これを機にミロシュ・オブレノヴィッチ主導のもとで独自通貨の鋳造が再開され、1868年より金・銀・銅の硬貨と紙幣が発行された。その後王政に移行したセルビア王国はラテン通貨同盟に加盟し、1914年まで金銀複本位制を順守していた。1894年までディナールはフランス・フランと等価で固定されていた。
その後、セルビア王国はサラエボ事件に端を発する第一次世界大戦を経て、周辺地域とともにユーゴスラビア王国を形成し、それに伴い通貨もユーゴスラビア・ディナールへと移行した。

### ナチス・ドイツ占領下でのセルビア・ディナール
ユーゴスラビア王国は1941年のナチス・ドイツによるユーゴスラビア侵攻によって解体され、その傀儡国家であるセルビア救国政府によってセルビア・ディナールの名が再び使われ始めた。2番目のディナールは1ライヒスマルク=250ディナールの価値で固定され、パルチザンによるユーゴスラビア・ディナールの再導入までの約3年間流通した。ナチス・ドイツの降伏後は1ユーゴスラビア・ディナール=20セルビア・ディナールで交換された。

### 現在のセルビア・デイナール
現在のセルビア・ディナールはユーゴスラビア連邦共和国がセルビア・モンテネグロに改称した2003年にユーゴスラビア・ディナールを置き換える形で復活した。前述の通りモンテネグロとコソボの係争地ではユーロが一方的に導入されたため、セルビア共和国内でのみ流通し、セルビア・モンテネグロの解体を経て現在に至っている。
コソボのセルビア人居住区ではセルビア・ディナールが引き続き使用されていたが、2024年2月にコソボのアルビン・クルティ首相は全国での決済通貨を数ヵ月の移行期間を経てユーロに統一することを発表し、大きな論争を呼んだ。クルティ首相はこの決定がセルビア・ディナールでの決済の禁止・罰則化を意味するものではないことを強調している。

## 硬貨
流通硬貨は1, 2, 5, 10, 20ディナールで構成されている。このうち広く流通しているのは1, 2, 5ディナールであり、同額面の紙幣が主に流通している10, 20ディナール硬貨の流通割合は全硬貨の約2%程度と市場には殆ど出回っておらず、記念硬貨としての側面が強い。
いずれの硬貨も材質や重さ、図柄が度々変わっているが、2003年以降に発行された硬貨は全て法定通貨である。
| 額面   | 直径 | 材質                     | 図柄                   | 図柄                   | 発行日         |
| 額面   | 直径 | 材質                     | 表面                   | 裏面                   | 発行日         |
| ------ | ---- | ------------------------ | ---------------------- | ---------------------- | -------------- |
| 1 din. | 20mm | 洋白                     | セルビア国立銀行のビル | セルビア国立銀行のロゴ | 2003年7月2日   |
| 1 din. | 20mm | 黄銅                     | セルビア国立銀行のビル | セルビアの国章         | 2005年7月2日   |
| 1 din. | 20mm | 鋼に銅と黄銅の多層めっき | セルビア国立銀行のビル | セルビアの国章         | 2009年3月20日  |
| 2 din. | 22mm | 洋白                     | グラチャニツァ修道院   | セルビア国立銀行のロゴ | 2003年7月2日   |
| 2 din. | 22mm | 黄銅                     | グラチャニツァ修道院   | セルビアの国章         | 2006年12月27日 |
| 2 din. | 22mm | 鋼に銅と黄銅の多層めっき | グラチャニツァ修道院   | セルビアの国章         | 2009年3月20日  |
| 5 din. | 24mm | 洋白                     | クルシェドル修道院     | セルビア国立銀行のロゴ | 2003年7月2日   |
| 5 din. | 24mm | 黄銅                     | クルシェドル修道院     | セルビアの国章         | 2005年7月2日   |
| 5 din. | 24mm | 鋼に銅と黄銅の多層めっき | クルシェドル修道院     | セルビアの国章         | 2013年7月5日   |

| 額面    | 直径 | 材質 | 図柄                             | 図柄                   | 発行日         |
| 額面    | 直径 | 材質 | 表面                             | 裏面                   | 発行日         |
| ------- | ---- | ---- | -------------------------------- | ---------------------- | -------------- |
| 10 din. | 26mm | 洋白 | ストゥデニツァ修道院             | セルビア国立銀行のロゴ | 2003年7月2日   |
| 10 din. | 26mm | 洋白 | ストゥデニツァ修道院             | セルビアの国章         | 2005年7月2日   |
| 10 din. | 26mm | 洋白 | 2009年夏季ユニバーシアードのロゴ | セルビアの国章         | 2009年6月26日  |
| 20 din. | 28mm | 洋白 | 聖サワ大聖堂                     | セルビア国立銀行のロゴ | 2003年7月2日   |
| 20 din. | 28mm | 洋白 | ニコラ・テスラ                   | セルビアの国章         | 2006年7月30日  |
| 20 din. | 28mm | 洋白 | ドシテイ・オブラードヴィッチ     | セルビアの国章         | 2007年12月10日 |
| 20 din. | 28mm | 洋白 | ミルティン・ミランコビッチ       | セルビアの国章         | 2009年6月26日  |
| 20 din. | 28mm | 洋白 | ジョルジェ・ヴァイフェルト       | セルビアの国章         | 2010年6月16日  |
| 20 din. | 28mm | 洋白 | イヴォ・アンドリッチ             | セルビアの国章         | 2011年5月20日  |
| 20 din. | 28mm | 洋白 | ミカエル・ピューピン             | セルビアの国章         | 2012年6月8日   |

## 紙幣
現在流通している紙幣のデザインは2000年発行のユーゴズラビア・ディナール紙幣を踏襲しており、全体の構図と色味は共通しているが、透かし部分上の潜像の有無、表面の国名や裏面のエンブレム（2006年以前は国立銀行のロゴ、以降はセルビアの国章）、ホログラムに現れる図柄や細部のモチーフが変更されている。なお、デザインが似ているユーゴスラビア・ディナール紙幣は2012年末の国立銀行での交換終了をもって価値が消滅している為、注意が必要である。
500ディナール紙幣は2004年に、2000ディナール紙幣は2011年に新たに設計された。
| 画像                                   | 画像 | 額面      | 大きさ      | 表面                                           | 裏面                                         |
| 表面                                   | 裏面 | 額面      | 大きさ      | 表面                                           | 裏面                                         |
| -------------------------------------- | ---- | --------- | ----------- | ---------------------------------------------- | -------------------------------------------- |
|                                        |      | 10 din.   | 131 x 62 mm | ヴーク・カラジッチ                             | カラジッチの肖像(1848年)                     |
|                                        |      | 20 din.   | 135 x 64 mm | ペータル2世 (モンテネグロの主教公)             | ペータル2世の像とロヴチェン山                |
|                                        |      | 50 din.   | 139 x 66 mm | シュテファン・モクラーニャッツ                 | モクラーニャッツの肖像と音符、五線譜         |
|                                        |      | 100 din.  | 143 x 68 mm | ニコラ・テスラ                                 | テスラの肖像、誘導電動機の図、鳩のモチーフ   |
|                                        |      | 200 din.  | 147 x 70 mm | ナデジダ・ペトロヴィッチ、グラチャニツァ修道院 | ペトロヴィッチの肖像、グラチャニツァ修道院   |
|                                        |      | 500 din.  | 147 x 70 mm | ヨヴァン・ツヴィイッチ、バルカン半島の地図     | セルビアの伝統衣装の紋様                     |
|                                        |      | 1000 din. | 151 x 72 mm | ジョルジェ・ヴァイフェルト                     | ヴァイフェルトの肖像とセルビア国立銀行のビル |
|                                        |      | 2000 din. | 155 x 74 mm | ミルティン・ミランコビッチ                     | ミランコビッチの論文に書かれたイラスト       |
|                                        |      | 5000 din. | 159 x 76 mm | スロボダン・ヨヴァノヴィチ                     | ヨヴァノヴィチの肖像と国会議事堂             |
| これら画像のスケールは0.7px/mmである。 |      |           |             |                                                |                                              |